# ニューヨーク・レンジャース
ニューヨーク・レンジャース（New York Rangers）は、アメリカ合衆国ニューヨーク州ニューヨークを本拠としているナショナルホッケーリーグ（NHL）所属のプロアイスホッケーチームである。

## 歴史

### 創成期
1926年にテックス・リカード (Tex Rickard) が、ニューヨーク・アメリカンズの対抗馬チーム設立を目論むNHLの意向によりフランチャイズ権を獲得した。新チームは「テックス・レンジャース」（テキサス・レンジャース:テキサス遊撃隊のもじり）と渾名され、このニックネームが定着した。リカードはコーチのレスター・パトリックの解任を含むチーム改造に着手し、コーン・スマイスを獲得し、（コーンはこの後伝説のトロント・メープルリーフスのコーチとなる。）勝ち組への転身を図る。初年度はアメリカン・ディビジョンを首位で終えるが、プレーオフでボストン・ブルーインズに敗退する。
レンジャースは設立わずか2年目で、長く不調をかこつモントリオール・マルーンズを乗り越えてスタンレー・カップ優勝を達成する。しかしその陰には、決勝第2試合の第2ピリオドでゴーリーのローン・チャボット（Lorne Chabot） が負傷の後、コーチのパトリックがその代役として出場するハプニングもあった。
1929年は決勝で敗退し、1930年代初頭は一進一退の状況が続く。1933年はウイングのビル・クック (Bill Cook)、バン・クック (Bun Cook)のクック兄弟とセンター、フランク・バウチャー (Frank Boucher) の活躍でトロント・メープルリーフスを下し、2度目のカップを獲得したくらいで、あとはパトリックが退き手綱をフランク・バウチャーに渡す1940年のカップ優勝（メープルリーフスを下す。）までシーズン勝率5割前後の成績で推移する。
1940年代半ばのチーム成績は惨憺たるもので、試合に0対15で敗れたり（留保：ゴーリー当たり平均6.2失点）といった状態であった。1948年には4試合をしのいでプレイオフ決勝に進出したが、その直前までの5年間は連続でプレイオフ進出を逃した。1949年もまた第1ラウンドで敗退した。1950年には、ホームアリーナでサーカスが興行されたため、主催試合のすべてをロード（トロント）で開催せざるを得なかった。このときは、第7試合の延長戦でデトロイト・レッドウィングスに敗れている。

### オリジナルシックス時代以降
その後20年余りにわたって、レンジャースはNHLのお荷物チームであり続けたが、1967年に新築されたマディソン・スクエア・ガーデンへの本拠地移転に象徴されるように1960年代後半にチームの若返りを図った。そして新人ゴーリーのエディ・ジャコミン (Eddie Giacomin) らの働きにより5年内でプレーオフ進出を果した。
1972年には、チーム最多ゴールを上げたセンターのジャン・ラットル（Jean Ratelle） をシーズン中の飲酒運転による怪我で欠いたものの、スタンレー・カップ決勝に進出した。その後もブラッド・パーク (Brad Park)、ヴィク・ハドフィールド (Vic Hadfield)、ロッド・ギルバート (Rod Gilbert) ら有力選手の活躍もあって、この後年もプレーオフ進出が続く。第1ラウンドで前年度覇者のモントリオール・カナディアンズ、第2ラウンドでシカゴ・ブラックホークスを下したが、決勝ではボストン・ブルーインズに敗退する。
1970年代中頃の数年が過ぎ、1976年にブルーインズからフィル・エスポジトを獲得する。またスウェーデン人アンダース・ヘドバーグ(Anders Hedberg)がWHA（ワールドホッケーアソシエーション）加盟チームのマーベリックからレンジャースに移籍する。こうして戦力強化したチームは1979年再びカップ決勝に出場を果すが、カナディアンズに敗北する。
1980年代、1990年代を通じてチームは毎年プレーオフ進出を果すなど順調であったが、ただ1期を除いて顕著な結果を残すには至らなかった。
その例外は、1985-1986 シーズンである。新人ゴーリージョン・バンビーズブルック(John Vanbiesbrouck) がゴールを守護するレンジャースはカンファレンス決勝に進出する。まず、地区優勝のフィラデルフィア・フライヤーズを第5試合で下し、パトリック地区決勝では6試合でワシントン・キャピタルズを破る。しかし、カンファレンス決勝ではレンジャースは、こちらも新人ゴーリー、パトリック・ロワを擁したカナディアンズに敗れ去った。
これほど多くのプレーオフでの敗退を目の当たりにしたレンジャースファンのなかには、「これは『1940年の呪い』のせいだ」などとまことしやかにいうものもいる。この呪いは、1940年のスタンレー・カップ優勝の後、レンジャースの首脳部が優勝カップの椀の中でマディソン・スクエア・ガーデンから借入証書を燃やした時から始まったものなどと巷間伝えられる。
事実、会長賞（President's Trophy、NHL最高成績チームに授与）を獲得した1991-1992シーズンにおいて、ピッツバーグ・ペンギンズ（この年カップ優勝）に2勝1敗とリードしながら、3連敗したときには、ファンのフラストレーションは頂点に達した。（当時の観戦者の記録によれば、ブルー・ラインからロン・フランシス (Ron Francis) の放ったスラップショットがマイク・リクター(Mike Richter) の脇をすり抜けたプレーが、シリーズの分岐点であったとされている。）
翌年にはキャプテンのマーク・メシエとヘッドコーチのロジャー・ニールソン(Roger Neilson) の確執が起こりニールソンは辞任に追い込まれ、チームは1-11でパトリック地区の最下位に沈んだ。シーズン後、ヘッドコーチにはマイク・キーナン (Mike Keenan) が就任したが、キーナンの決勝での成績が0勝3敗であることから多くの者はこの就任を危ぶんだ。

### 1993-94シーズン
前2年間でセンターに 1980年代エドモントン・オイラーズの黄金時代を築いたマーク・メシエを有し、またオイラーズからは、アダム・グレイヴス (Adam Graves) も加入した。さらに、堅牢なディフェンスとしてブライアン・リーチ (Brian Leetch)やルーキーのセルゲイ・ズボフ(Sergei Zubov) がいた（ズボフはチームスコア89ポイントに貢献）。グレイヴスはハドフィールドが保持していたチームゴール記録を更新するシーズン52ゴールをたたき出した。
リーグでは会長賞を受賞したレンジャースはプレイオフ第1ラウンドで第8シードの宿敵ニューヨーク・アイランダースと対戦した。ここでアイランダーズをものともせず、4試合の両チームの合計点はそれぞれ22、3とレンジャースの勝利に終わった。第2ラウンドでは、ワシントン・キャピタルズを4勝1敗で下し、カンファレンス決勝でニュージャージー・デビルスと対戦する。デビルスのシーズンにおける対レンジャース戦成績は0勝6敗と劣勢が予想されたが、第7戦までもつれ込みデビルスはレンジャースを瀬戸際まで追い込んだ。
このシリーズでは3試合も延長戦があり、うち2試合はレンジャースが制した。この2試合のいずれもステファン・マテュー( Stephane Matteau)が得点した（うち1つは第3試合で再延長における得点）。
ここでは、レンジャースは第5試合まで2勝3敗と劣勢にあり、キャプテン、マーク・メシエのアウェイ第6戦での優勝決定宣言にもかかわらず、敗退の危機に直面していた。第6戦では途中まで0対2と劣勢であったレンジャースは、第2ピリオド後半からアレクセイ・コバレフ(Alexei Kovalev)を投入した。ここで、メシエは史上稀に見る第3ピリオドだけでハットトリックを達成しレンジャースに4対2の勝利、そして天王山の第7戦へと導く。
第7戦では第2ピリオドでのブライアン・リーチのゴールが際立ったが、デビルスのバレリ・ゼレプキン (Valeri Zelepukin) が、ゴーリーのマイク・リクターのパッドの下にあったパックを押し込み同点になる。結局マテューの自身シリーズ2度目の延長戦での得点によりこの第7試合を制した。
スタンレー・カップ決勝では、西カンファレンス第7シードから勝ち上がった"ロシアン・ロケット"パベル・ブレ(Pavel Bure)擁するバンクーバー・カナックスと対戦した。
レンジャースは、カナックスのゴーリー、カーク・マクリーン (Kirk McLean) の52セーブの活躍による第1戦敗北の後、3連勝しシリーズの主導権を握った。ニューヨークで開催された第5戦、バンクーバーでの第6戦とレンジャースが負け、勝負はマディソン・スクエア・ガーデンでの第7戦にもつれ込んだ。レンジャーズはリーチ、グレイヴス、メシエが得点し、3対2で勝利する。実に54年ぶりのスタンレー・カップ優勝を達成した。
ブライアン・リーチはアメリカ人としては初のコーン・スマイス賞を獲得、マーク・メシエはレンジャースのキャプテンとして、初めてホームアリーナに優勝カップをもたらした。

### 近年
1990年代中後半は往年のウェイン・グレツキーを獲得するなどしてカップ獲得を狙うも、失敗に終わる。1994年の優勝メンバーは年をとり引退したり、パフォーマンスの降下が見られ、1998年にはプレーオフ進出もならなかった。
2001年までに、レンジャースはたくさんの有力スター選手を獲得した。例えば、カルガリー・フレームスで長らく活躍した セオレン・フルーリー (Theoren Fleury)、フィラデルフィア・フライヤーズから不本意ながら加入したエリック・リンドロス (Eric Lindros) らがいる。またフロリダ・パンサーズからは2002年後半にロシアン・ロケットの異名を持つパーヴェル・ブレ (Pavel Bure) も獲得した。
このようなスター選手獲得のため、レンジャースはNHLでも最も多くの年俸を支払っているにもかかわらず、2003年、2004年とプレイオフ進出を果していない。
2005年、レンジャースはヤロミール・ヤーガー(Jaromir Jagr)を中心としたチーム作りを行った。
マーティン・ストラカ(Martin Straka)(参考だが、JagrとStrakaはピッツバーグ・ペンギンズの財政難で放出された選手である）、マーティン・ルチンスキー(Martin Ruchinsky)、マレク・マリク、ミカル・ロズジバルと4人のチェコ人選手を獲得した。
ゴーリーにはスウェーデンのヘンリク・ランドクヴィストを一番手のゴーリーに据えた。
チームはヤーガーの活躍もあり順調に勝ち星を挙げていくが、シーズン後半に失速し結局カンファレンス6位でレギュラーシーズンを終了した。
プレイオフではファーストラウンドでニュージャージー・デビルスに敗れている。
2012年はスタンレーカップを手にした1994年以来の地区優勝を果たすが、カンファレンスファイナルでニュージャージー・デビルスの前に敗れた。2014年は第5シードだったが、カンファレンスファイナルでモントリオール・カナディアンズを下し、20年ぶりのスタンレーカップ進出を果たした。スタンレーカップでは、ロサンゼルス・キングスに1勝4敗で敗れ、20年ぶりのスタンレーカップ奪還はならなかった。

## 所属選手
| #                                                   | 国籍               | ポジション | 選手名                                              | キャッチ | 備考 |
| --------------------------------------------------- | ------------------ | ---------- | --------------------------------------------------- | -------- | ---- |
| 30                                                  | スウェーデンの旗   | Goaltender | ヘンリク・ルンクウィスト (Henrik Lundqvist)         | 左       |      |
| 40                                                  | ロシアの旗         | Goaltender | アレックサンダー・ゲオーギエブ (Alexandar Georgiev) | 左       |      |
| 31                                                  | ロシアの旗         | Goaltender | イゴール・シェスターキン (Igor Shesterkin)          | 左       |      |
| 5                                                   | カナダの旗         | Defenceman | ダン・ジラルディ (Dan Girardi)                      | 右       |      |
| 6                                                   | スウェーデンの旗   | Defenceman | アントン・ストラルマン (Anton Stralman)             | 右       |      |
| 8                                                   | カナダの旗         | Defenceman | ケビン・クライン (Kevin Klein)                      | 左       |      |
| 17                                                  | アメリカ合衆国の旗 | Defenceman | ジョン・ムーア (John Moore)                         | 左       |      |
| 18                                                  | カナダの旗         | Defenceman | マーク・スタール (Marc Staal)                       | 左       |      |
| 27                                                  | アメリカ合衆国の旗 | Defenceman | ライアン・マクドナー (Ryan McDonagh)                | 左       |      |
| 44                                                  | カナダの旗         | Defenceman | ジャスティン・フォーク (Justin Falk)                | 左       |      |
| --                                                  | スイスの旗         | Defenceman | ラファエル・ディアス (Raphael Diaz)                 | 右       |      |
| 16                                                  | カナダの旗         | Centre     | デリック・ブラッサール (Derick Brassard)            | 左       |      |
| 19                                                  | カナダの旗         | Centre     | ブラッド・リチャーズ (Brad Richards)                | 左       |      |
| 22                                                  | アメリカ合衆国の旗 | Centre     | ブライアン・ボイル (Brian Boyle)                    | 左       |      |
| 21                                                  | アメリカ合衆国の旗 | Centre     | デレク・ステパン (Derek Stepan)                     | 右       |      |
| 28                                                  | カナダの旗         | Centre     | ドミニク・ムーア (Dominic Moore)                    | 左       |      |
| 13                                                  | カナダの旗         | Left Wing  | ダニエル・カルシッロ (Daniel Carcillo)              | 左       |      |
| 20                                                  | アメリカ合衆国の旗 | Left Wing  | クリス・クレイダー (Chris Kreider)                  | 左       |      |
| 36                                                  | ノルウェーの旗     | Left Wing  | マッツ・ズッカレッロ (Mats Zuccarello )             | 左       |      |
| 61                                                  | カナダの旗         | Left Wing  | リック・ナッシュ (Rick Nash)                        | 左       |      |
| 62                                                  | スウェーデンの旗   | Left Wing  | カール・ハーゲリン (Carl Hagelin)                   | 左       |      |
| 67                                                  | アメリカ合衆国の旗 | Left Wing  | ブノワ・プリオ (Benoit Pouliot)                     | 左       |      |
| 15                                                  | カナダの旗         | Right Wing | デレク・ドーセット (Derek Dorsett)                  | 右       |      |
| 26                                                  | カナダの旗         | Right Wing | マーティン・セントルイス (Martin St. Louis)         | 左       |      |
| 2014年3月6日更新 [公式サイト(英語)より：ロースター] |                    |            |                                                     |          |      |

## 永久欠番
| #  | 国籍               | ポジション | 選手名                               | 備考             |
| -- | ------------------ | ---------- | ------------------------------------ | ---------------- |
| 1  | カナダの旗         | Goaltender | エディ・ジャコミン (Eddie Giacomin)  |                  |
| 2  | アメリカ合衆国の旗 | Defenceman | ブライアン・リーチ (Brian Leetch)    |                  |
| 3  | カナダの旗         | Defenceman | ハリー・ハウエル (Harry Howell)      |                  |
| 7  | カナダの旗         | Right Wing | ロッド・ギルバート (Rod Gilbert)     |                  |
| 9  | カナダの旗         | Centre     | アンディ・バスゲイト (Andy Bathgate) |                  |
| 9  | カナダの旗         | Left Wing  | アダム・グレイブズ (Adam Graves)     |                  |
| 11 | カナダの旗         | Centre     | マーク・メシエ (Mark Messier)        |                  |
| 35 | アメリカ合衆国の旗 | Goaltender | マイク・リヒター (Mike Richter)      |                  |
| 99 | カナダの旗         | Centre     | ウェイン・グレツキー (Wayne Gretzky) | 全チーム永久欠番 |